# Volley 2002 Forlì 2013-2014
Questa voce raccoglie le informazioni riguardanti il Volley 2002 Forlì nelle competizioni ufficiali della stagione 2013-2014.

## Stagione

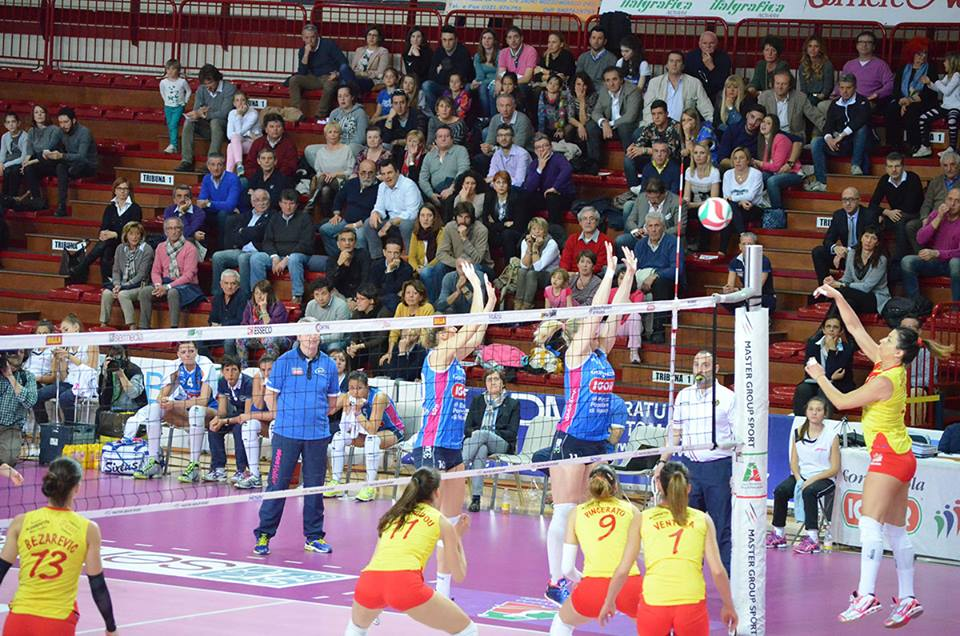
La squadra durante una fase di gioco

La stagione 2013-14 è per il Volley 2002 Forlì, sponsorizzato dalla Banca di Forlì, l'ottava, la seconda consecutiva, in Serie A1: la squadra torna alla vecchia denominazione abbandonando quella che l'aveva accompagnata nel corso dell'annata 2012-13, ossia Volley 2002 Forlì Bologna, ed allo stesso tempo ritorna a giocare a Forlì e non più a Bologna. L'allenatore diventa Biagio Marone e la rosa viene completamente stravolta, con due sole conferme, quella di Alessandra Ventura e Sara Coriani: tra gli arrivi quelli di Giulia Pincerato, Carolina Zardo, Marija Petrovikj, Alessandra Guatelli, Carmen Țurlea, Paola Paggi, entrambe cedute a campionato in corso, e Georgina Pinedo e Hayley Spelman, arrivate invece a metà annata, mentre tra le partenze di segnalano quelle di Alexandra Korukovets, Tina Lipicer, Ivana Miloš, Marina Cvetanović e Federica Stufi.
Il campionato si apre con sette sconfitte consecutive: la prima vittoria, che sarà poi anche l'unica dell'intera stagione, è all'ottava giornata contro l'IHF Volley, per 3-1; dopo un nuovo stop, la squadra romagnola conquista un altro punto portando al tie-break l'AGIL Volley: il girone di andata si chiude con l'ultimo posto in classifica, venendo esclusa anche dalla possibilità di essere ripescata in Coppa Italia. Il girone di ritorno è invece un monologo di sconfitte: l'unico punto che il club riesce a conquistare è nella sconfitta al quinto set contro la squadra di Frosinone; al termine della regular season il Volley 2002 Forlì si conferma all'ultimo posto in classifica, venendo retrocesso in Serie A2.
Tutte le squadre partecipanti alla Serie A1 2013-14 sono qualificate di diritto alla Coppa Italia: per la società di Forlì l'avventura nel torneo dura solamente per gli ottavi di finale, dove viene sconfitta sia nella gara di andata sia in quella di ritorno dal LJ Volley, venendo quindi eliminata.

## Organigramma societario
Area direttiva
- Presidente: Giuseppe Camorani
- Amministratore unico: Elisa Cavazzi
- Segreteria generale: Elisa Cavazzi

Area organizzativa
- Direttore sportivo: Giuseppe Camorani
- Consiglio sportivo: Giuseppe Camorani, Primo Fregnani, Ferdinando Marchi

Area tecnica
- Allenatore: Biagio Marone
- Allenatore in seconda: Davide Furgeri
- Scout man: Elia Laise
- Dirigente accompagnatore: Primo Fregnani

Area comunicazione
- Area comunicazione: Isabella Mignani

Area marketing
- Ufficio marketing: Isabella Mignani

Area sanitaria
- Medico: Giampiero Valgimigli
- Preparatore atletico: Andrea Monti
- Fisioterapista: Federica Bazzocchi, Erika Ciccotelli
- Osteopata: Michele Bianchi

## Rosa
| N° | Nome                | Ruolo | Data di nascita   | Nazionalità sportiva |
| -- | ------------------- | ----- | ----------------- | -------------------- |
| 1  | Alessandra Ventura  | S     | 8 febbraio 1983   | Italia               |
| 2  | Marija Petrovikj    | S/O   | 15 aprile 1987    | Macedonia del Nord   |
| 3  | Manuela Roani       | S     | 13 febbraio 1983  | Italia               |
| 4  | Alessandra Guatelli | S     | 19 maggio 1983    | Italia               |
| 5  | Paola Paggi         | C     | 6 dicembre 1976   | Italia               |
| 5  | Hayley Spelman      | S/O   | 11 giugno 1991    | Stati Uniti          |
| 6  | Carmen Țurlea       | S/O   | 18 novembre 1975  | Romania              |
| 7  | Alice Piolanti      | C     | 19 dicembre 1987  | Italia               |
| 8  | Sara Coriani        | L     | 18 agosto 1995    | Italia               |
| 9  | Giulia Pincerato    | P     | 16 marzo 1987     | Italia               |
| 10 | Carolina Zardo      | L     | 16 novembre 1992  | Italia               |
| 11 | Maria Lamprinidou   | C     | 29 giugno 1989    | Grecia               |
| 12 | Chiara Borgogno     | C     | 8 febbraio 1984   | Italia               |
| 13 | Milica Bezarević    | S     | 27 dicembre 1991  | Serbia               |
| 14 | Diana Arrechea      | S/O   | 14 settembre 1994 | Colombia             |
| 15 | Georgina Pinedo     | S     | 30 maggio 1981    | Argentina            |
| 16 | Margherita Rosso    | P     | 18 maggio 1995    | Italia               |

## Mercato
| Acquisti | Acquisti            | Acquisti       | Acquisti   |
| R.       | Nome                | da             | Modalità   |
| -------- | ------------------- | -------------- | ---------- |
| S/O      | Diana Arrechea      | ?              | definitivo |
| S        | Milica Bezarević    | Dinamo Pančevo | definitivo |
| C        | Chiara Borgogno     | inattiva       | definitivo |
| S        | Alessandra Guatelli | Casalmaggiore  | definitivo |
| C        | Maria Lamprinidou   | Quimper        | definitivo |
| C        | Paola Paggi         | Soverato       | definitivo |
| S/O      | Marija Petrovikj    | DAS Oreokastro | definitivo |
| P        | Giulia Pincerato    | Cuatto Giaveno | definitivo |
| S        | Georgina Pinedo     | Leningradka    | definitivo |
| C        | Alice Piolanti      | Asti           | definitivo |
| S        | Manuela Roani       | Villanterio    | definitivo |
| P        | Margherita Rosso    | Villa Cortese  | definitivo |
| S/O      | Hayley Spelman      | Telekom Baku   | definitivo |
| S/O      | Carmen Țurlea       | River          | definitivo |
| L        | Carolina Zardo      | Red            | definitivo |

| Cessioni | Cessioni            | Cessioni        | Cessioni   |
| R.       | Nome                | a               | Modalità   |
| -------- | ------------------- | --------------- | ---------- |
| S        | Sofia Arimattei     | Soverato        | definitivo |
| S/O      | Natalia Brussa      | MKS             | definitivo |
| P        | Giulia Carraro      | Pesaro          | definitivo |
| S        | Marina Cvetanović   | Muszyna         | definitivo |
| S        | Daniela Ginanneschi | Terracina       | definitivo |
| S        | Alessandra Guatelli | Flero           | definitivo |
| C        | Chiara Lapi         | Savino Del Bene | definitivo |
| P        | Francesca Lavorenti | Soverato        | definitivo |
| S        | Tina Lipicer        | Casalmaggiore   | definitivo |
| C        | Ivana Miloš         | AGIL            | definitivo |
| L        | Simona Minervini    | Antares         | definitivo |
| C        | Paola Paggi         | LJ              | definitivo |
| P        | Alessandra Petrucci | Busto Arsizio   | definitivo |
| L        | Francesca Severi    | Fortitudo Rieti | definitivo |
| S/O      | Aleksandra Sorokina | Politech Kursk  | definitivo |
| C        | Federica Stufi      | Bergamo         | definitivo |
| S/O      | Carmen Țurlea       | -               | ritirata   |

## Risultati

### Serie A1

#### Girone di andata
| 1ª giornata - 19 ottobre 2013 PalaBanca, Piacenza                 | River               | 3 - 0 | Forlì         | 25-20, 25-20, 25-19               |
| 2ª giornata - 27 ottobre 2013 PalaRomiti, Forlì                   | Forlì               | 0 - 3 | Busto Arsizio | 21-25, 21-25, 20-25               |
| 3ª giornata - 3 novembre 2013 PalaRomiti, Forlì                   | Forlì               | 0 - 3 | LJ            | 18-25, 22-25, 17-25               |
| 4ª giornata - 24 novembre 2013 PalAmico, Castelletto sopra Ticino | Ornavasso           | 3 - 0 | Forlì         | 25-13, 25-23, 25-17               |
| 5ª giornata - 1º dicembre 2013 PalaNorda, Bergamo                 | Bergamo             | 3 - 0 | Forlì         | 25-16, 25-17, 25-22               |
| 6ª giornata - 8 dicembre 2013 PalaRomiti, Forlì                   | Forlì               | 0 - 3 | Imoco         | 13-25, 19-25, 22-25               |
| 7ª giornata - 15 dicembre 2013 PalaFarina, Viadana                | Casalmaggiore       | 3 - 1 | Forlì         | 25-21, 25-23, 18-25, 26-24        |
| 8ª giornata - 21 dicembre 2013 PalaRomiti, Forlì                  | Forlì               | 3 - 1 | IHF           | 25-14, 25-11, 26-28, 25-18        |
| 9ª giornata - 26 dicembre 2013 PalaMondolce, Urbino               | Robur Tiboni Urbino | 3 - 0 | Forlì         | 25-20, 25-19, 25-23               |
| 10ª giornata - 12 gennaio 2014 PalaRomiti, Forlì                  | Forlì               | 2 - 3 | AGIL          | 25-27, 22-25, 25-21, 25-17, 17-19 |

#### Girone di ritorno
| 12ª giornata - 2 febbraio 2014 PalaRomiti, Forlì               | Forlì         | 0 - 3 | River               | 17-25, 20-25, 15-25               |
| 13ª giornata - 9 febbraio 2014 PalaYamamay, Busto Arsizio      | Busto Arsizio | 3 - 0 | Forlì               | 25-17, 25-16, 25-17               |
| 14ª giornata - 15 febbraio 2014 PalaPanini, Modena             | LJ            | 3 - 0 | Forlì               | 25-15, 25-20, 25-18               |
| 15ª giornata - 2 marzo 2014 PalaRomiti, Forlì                  | Forlì         | 0 - 3 | Ornavasso           | 17-25, 24-26, 23-25               |
| 16ª giornata - 5 marzo 2014 PalaRomiti, Forlì                  | Forlì         | 1 - 3 | Bergamo             | 16-25, 25-23, 17-25, 23-25        |
| 17ª giornata - 9 marzo 2014 PalaVerde, Villorba                | Imoco         | 3 - 0 | Forlì               | 25-21, 25-10, 25-22               |
| 18ª giornata - 16 marzo 2014 PalaRomiti, Forlì                 | Forlì         | 0 - 3 | Casalmaggiore       | 16-25, 21-25, 20-25               |
| 19ª giornata - 23 marzo 2014 Palazzetto dello Sport, Frosinone | IHF           | 3 - 2 | Forlì               | 25-11, 21-25, 24-26, 25-19, 15-11 |
| 20ª giornata - 30 marzo 2014 PalaRomiti, Forlì                 | Forlì         | 0 - 3 | Robur Tiboni Urbino | 19-25, 20-25, 19-25               |
| 21ª giornata - 2 aprile 2014 Sporting Palace, Novara           | AGIL          | 3 - 0 | Forlì               | 25-20, 25-23, 25-11               |

### Coppa Italia

#### Fase a eliminazione diretta
| Ottavi di finale (andata) - 10 novembre 2013 PalaPanini, Modena | LJ    | 3 - 1 | Forlì | 25-14, 22-25, 25-20, 25-21        |
| Ottavi di finale (ritorno) - 17 novembre 2013 PalaRomiti, Forlì | Forlì | 2 - 3 | LJ    | 25-25, 28-26, 19-25, 25-19, 12-15 |

## Statistiche

### Statistiche di squadra
| Competizione | Punti | In casa | In casa | In casa | In trasferta | In trasferta | In trasferta | Totale | Totale | Totale |
| Competizione | Punti | G       | V       | P       | G            | V            | P            | G      | V      | P      |
| ------------ | ----- | ------- | ------- | ------- | ------------ | ------------ | ------------ | ------ | ------ | ------ |
| Serie A1     | 5     | 10      | 1       | 9       | 10           | 0            | 10           | 20     | 1      | 19     |
| Coppa Italia | -     | 1       | 0       | 1       | 1            | 0            | 1            | 2      | 0      | 2      |
| Totale       | -     | 11      | 1       | 10      | 11           | 0            | 11           | 22     | 1      | 21     |

G = partite giocate; V = partite vinte; P = partite perse

### Statistiche dei giocatori
| Giocatore      | Serie A1 | Serie A1 | Serie A1 | Serie A1 | Serie A1 | Coppa Italia | Coppa Italia | Coppa Italia | Coppa Italia | Coppa Italia | Totale | Totale | Totale | Totale | Totale |
| Giocatore      | P        | PT       | AV       | MV       | BV       | P            | PT           | AV           | MV           | BV           | P      | PT     | AV     | MV     | BV     |
| -------------- | -------- | -------- | -------- | -------- | -------- | ------------ | ------------ | ------------ | ------------ | ------------ | ------ | ------ | ------ | ------ | ------ |
| D. Arrechea    | 13       | 35       | 32       | 1        | 2        | 0            | 0            | 0            | 0            | 0            | 13     | 35     | 32     | 1      | 2      |
| M. Bezarević   | 9        | 70       | 61       | 4        | 5        | 2            | 4            | 3            | 0            | 1            | 11     | 74     | 64     | 4      | 6      |
| C. Borgogno    | 11       | 76       | 45       | 29       | 2        | -            | -            | -            | -            | -            | 11     | 76     | 45     | 29     | 2      |
| S. Coriani     | 14       | -        | -        | -        | -        | 1            | -            | -            | -            | -            | 15     | -      | -      | -      | -      |
| A. Guatelli    | 10       | 94       | 83       | 6        | 5        | 2            | 28           | 27           | 1            | 0            | 12     | 122    | 110    | 7      | 5      |
| M. Lamprinidou | 17       | 86       | 53       | 24       | 9        | 2            | 16           | 6            | 7            | 3            | 19     | 102    | 59     | 31     | 12     |
| P. Paggi       | 10       | 73       | 50       | 19       | 4        | 2            | 25           | 16           | 9            | 0            | 12     | 98     | 66     | 28     | 4      |
| M. Petrovikj   | 17       | 114      | 100      | 8        | 6        | 2            | 13           | 11           | 2            | 0            | 19     | 127    | 111    | 10     | 6      |
| G. Pincerato   | 20       | 47       | 24       | 15       | 8        | 2            | 7            | 4            | 2            | 1            | 22     | 54     | 28     | 17     | 9      |
| G. Pinedo      | 6        | 30       | 29       | 1        | 0        | -            | -            | -            | -            | -            | 6      | 30     | 29     | 1      | 0      |
| A. Piolanti    | 15       | 32       | 21       | 11       | 0        | 0            | 0            | 0            | 0            | 0            | 15     | 32     | 21     | 11     | 0      |
| M. Roani       | 14       | 25       | 25       | 0        | 0        | -            | -            | -            | -            | -            | 14     | 25     | 25     | 0      | 0      |
| M. Rosso       | 8        | 3        | 2        | 1        | 0        | 2            | 1            | 0            | 1            | 0            | 10     | 4      | 2      | 2      | 0      |
| H. Spelman     | 7        | 48       | 38       | 5        | 5        | -            | -            | -            | -            | -            | 7      | 48     | 38     | 5      | 5      |
| C. Țurlea      | 8        | 102      | 96       | 5        | 1        | 2            | 36           | 29           | 5            | 2            | 10     | 138    | 125    | 10     | 3      |
| A. Ventura     | 20       | 115      | 106      | 7        | 2        | 2            | 3            | 3            | 0            | 0            | 22     | 118    | 109    | 7      | 2      |
| C. Zardo       | 20       | -        | -        | -        | -        | 2            | -            | -            | -            | -            | 22     | -      | -      | -      | -      |

P = presenze; PT = punti totali; AV = attacchi vincenti; MV = muri vincenti; BV = battute vincenti